# Le Retour des bidasses en folie
Série
Les bidasses s'en vont en guerre
(1974)
Pour plus de détails, voir Fiche technique et Distribution.
Le Retour des bidasses en folie est un film français de Michel Vocoret sorti en 1983.

## Synopsis
Les enfants de trois combattants de la Seconde Guerre mondiale écoutent bouche bée le récit des blagues et des aventures vécues par leurs parents, notamment celle d'un trésor caché par la Kommandantur...

## Fiche technique
- Titre : Le Retour des bidasses en folie
- Producteur : Christian Ardan
- Réalisation et scénario : Michel Vocoret
- Assistant réalisateur : Alain Nauroy
- Photographie : Claude Becognée
- Montage : Marie-Jo Audiard
- Musique : Les Charlots et Roby Finkel (éditions Carla Music)
- Production : Christian Ardan et Edgar Oppenheimer ; Jean-Marc Isy (exécutif)
- Pays :  France
- Tournage : Belloy-en-France
- Genre : comédie
- Format : couleur — 35 mm — son mono
- Durée : 80 minutes
- Dates de sortie :
  - France : 2 février 1983
  - DVD le 20 octobre 2005 chez One plus One

## Distribution
- Les Charlots :
  - Gérard Rinaldi : Alfred / Gérard
  - Gérard Filippelli : Marcel / Phil
  - Jean Sarrus : Emile / Jean
- Luis Rego : Lucien le sergent
- Paulette Dubost : la mère supérieure
- Michèle Rey : Ginette
- Marianne Loyen : Pauline
- Marie-Claude Mestral : sœur Marie
- Danièle Hazan : sœur Viviane
- Béatrice Radian : sœur Gertrude
- Corinne Corson : sœur Angélique
- Franck-Olivier Bonnet : l'adjudant Cossade
- Peter Semler : le lieutenant Karl
- Roger Carel : Kolonel von Berg
- Jacques Jouanneau : le général de Lastra
- Lionel Rocheman : l'homme à la bicyclette
- Raymond Baillet : l'homme à l'américaine
- Eddy Jabès : un soldat allemand
- Paul Bomart
- Eddy Mateos
- François Jaubert
- Thierry Redler
- Piotr Stanislas

## Autour du film
- Ce film est à la fois une suite et un prequel des films Les Bidasses en folie (1971) et Les bidasses s'en vont en guerre (1974), en racontant les exploits des grands-pères des personnages des précédents films.
- Luis Rego faisait partie de la troupe des Charlots avant d'entamer une carrière en solo à partir de 1972. Il apparaît néanmoins dans plusieurs films du groupe.
- Roger Carel avait déjà joué au côté des Charlots dans  Le Grand Bazar. Il était aussi présent dans le film Les Charlots font l'Espagne. C'est lui qui double le capitaine du bateau de croisière allemand.
- La réplique culte du film "Mais c'est Marcel !" est dite par Jean Sarrus alias Émile, en uniforme allemand, reconnaissant un ami en présence de vrais soldats allemands puis justifiée en allemand par Gérard Rinaldi alias Alfred, en uniforme d'officier allemand, comme étant en fait un juron bavarois. Ce juron est alors adopté par les Allemands.
- La transformation de la mairie de Belloy-en-France pour les besoins du film, avec des drapeaux nazis accrochés de part et d'autre de l'entrée et une pancarte « Kommandantur » sur le fronton, a provoqué l'ire d'anciens combattants locaux. Ils ont organisé un défilé et bloquent le tournage, jusqu'à ce que le réalisateur et les Charlots parviennent à les calmer[2].